# Малый Тонтой
Ма́лый Тонто́й — село в Шелопугинском районе Забайкальского края России. Административный центр сельского поселения «Мало-Тонтойское». Основано в 1814 году.

## География
Село находится в северной части района, в пределах левобережной части долины реки Куренга, на берегах реки Малый Тонтой, на расстоянии примерно 24 км (по прямой) к северо-востоку от села Шелопугино. Абсолютная высота — 645 м над уровнем моря.
Климат
Климат характеризуется как резко континентальный, с продолжительной морозной малоснежной зимой и коротким тёплым летом. Средняя многолетняя температура самого холодного месяца (января) составляет −33,6 °С (абсолютный минимум — −59 °С), температура самого тёплого (июля) — 17,7 °С (абсолютный максимум — 36 °С). Безморозный период длится в течение 74 дней. Среднегодовое количество осадков — 359 мм.
Часовой пояс
Село Малый Тонтой находится в часовой зоне МСК+6. Смещение применяемого времени относительно UTC составляет +9:00.

## Население
| 2010 | 2021 |
| ---- | ---- |
| 226  | ↘180 |

Половой состав
По данным Всероссийской переписи населения 2010 года в гендерной структуре населения мужчины составляли 45,6 %, женщины — соответственно 54,4 %.
Национальный состав
Согласно результатам переписи 2002 года, в национальной структуре населения русские составляли 100 % из 280 чел.

## Инфраструктура
Действуют начальная школа — детский сад, клуб и фельдшерско-акушерский пункт.